# مسألة سقراط

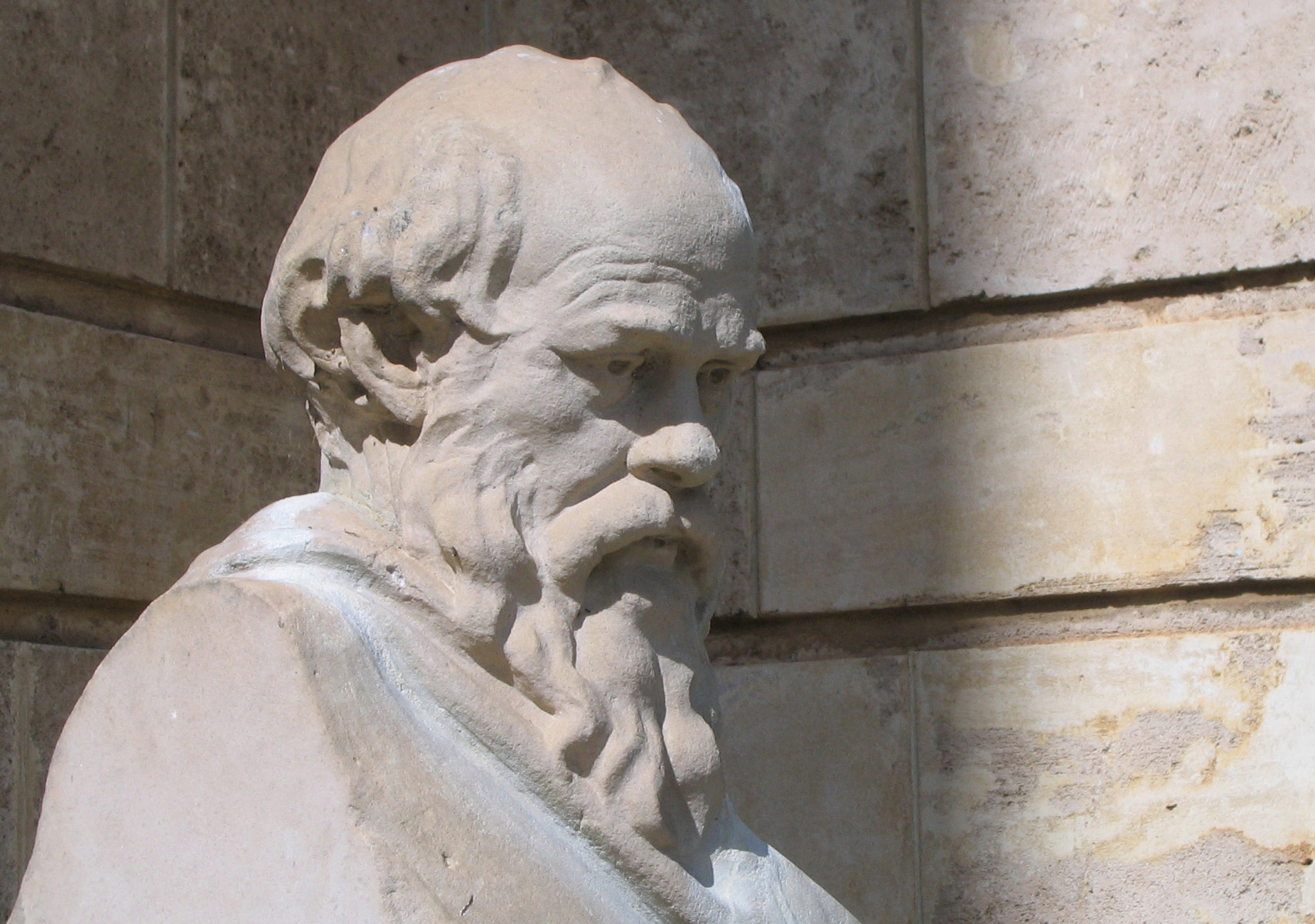
تناقضات في حقيقة سقراط التاريخية

مسألة سقراط (أو سؤال سقراط أو إشكالية سقراط، (بالإنجليزية: Socratic Problem) هو مصطلح يستخدم في وصف البحث الأكاديمي الذي يحاول إعادة تصوير الحقيقة التاريخية والفلسفية لسقراط والتي هي متغيرة، بل في كثير من الأحيان متناقضة، بناء على بنية المصادر المتوافرة عن حياته. يعتمد الباحثون على كتابات متوفرة من قبل أفراد عرفوه كالمعاصرين له، مثل أريستوفان، أو كتلاميذه، مثل أفلاطون وزينوفون، وذلك لمحاولة فهم أو تركيب أي معرفة عن حقيقة سقراط التاريخية. لكن عندما تجمع هذه المصادر بعضها مع بعض، يظهر تناقضات فيما يتعلق بتفاصيل حياته وكلماته ومعتقداته. هذا يعقد محاولات إعادة بناء المعتقدات والآراء الفلسفية التي اعتنقها سقراط التاريخي. فمن الواضح أهمية هذه الإشكالية عند الباحثين الأكاديميين أنالذين يعتبرونها مهمة من المستحيل توضيحها وبالتالي أصبحت تصنف على أنها غير قابلة للحل.

### زينوفون
هناك أربعة أعمال لزينوفون تتناول سقراط هي: اعتذار من سقراط إلى المحلفين (والتي على ما يبدوهي تقارير الدفاع التي رفعها سقراط في المحكمة), تذكارات (وهو الدفاع عن سقراط فيما يسمى بالحوارات السقراطية)، كتاب «الإنسان الاقتصادي» (التي تتعلق بلقاءات سقراط مع اشموماكوس وكريتوبولوس ) والندوة (التي تروي المساء حفل عشاء حضره سقراط).

### أفلاطون
كان سقراط معلم أفلاطون الذي دون، مثل بعض معاصريه، حوارات أستاذه. فمعظم ما يعرف عن سقراط أتى من كتابات أفلاطون. وهناك اعتقاد على نطاق واسع أن عددا قليلا جدا من حوارات أفلاطون تمثل حقيقة ما قاله سقرط بشكل حرفي دون وساطة في التعبير أوالتحوير. إذ أنه هنالك العديد من الدلالات التي تشير إلى أن أفلاطون استغل حوارات سقراط كوسيلة لإيصال أفكاره الخاصة به، أي أفلاطون. وهذا يبدوا جليا من خلال التناقضات التي تظهر من حين إلى أخر بين ما قاله  أفلاطون وبين حوادث وأخبار أخرى عن سقراط من مصاردر أخرى. فعلى سبيل المثال، أظهر افلاطون أن سقراط لا يقبل مقابل مالي من أجل التعليم، في حين أظهر زينوفون في عمله «لندوة» بشكل واضح أن طلابه كانوا يدفعون له ثمن أتعابه في تعليمهم وأنه اعتمد التعليم كباب رزق من أجل لقمة عيشه.

### ايسكينس
كتب ايسكينس عملين تناولا حياة أرسطو هما «السيبياديس» و«أسبازيا». لكن الإشكالية أن لم يكن لإسكينيس أي دور أو علاقة مباشرة مع أرسطو بأي شكل من الأشكال. .

### أنتيستنيس
كان أنتيستنيس تلميذا لسقراط، وكان معروفا لمرافقته.

## الإشكاليات المتعلقة بالمصادر

### عمر المصادر بالنسبة إلى سقراط
عاش أريستوفان في الفترة ما بين 450 إلى 386 قبل الميلاد أي خلال السنوات الأولى من حياة سقراط مما يجعله معاصرا له. بينما يشير أحد المصدر أن أفلاطون وزينوفون يصغرون سقراط بحوالي 45 سنة. بينما يعتقد أن زينوفون يصغر سقراط بـ 40 سنة.

### الإشكاليات الناتجة عن الترجمة
من أهم الإشكاليات في فهم سقراط هي مدى صحة وأمانة نقل المعنى من خلال الترجمات من اليونانية إلى اللغات الأخرى وبخاصة إلى اللغات الحديثة، سواء كانت الإنجليزية أو أي لغة أخرى.

## الحلول المقترحة
هناك أربعة حلول المقترحة والتي شرحت بأدق التفاصيل في وقت مبكر من تاريخ الإشكالية والذين ما زالوا مقبولين في وقتنا المعاصر هم:
1. إن شخصية سقراط الحقيقية تعتمد الصفات التي عرضت في كتابات أفلاطون والتي تؤكدها أعمال أريستوفان وزينوفون بنفس الوقت.
2. أن سقراط هو شخص لا يدعي امتلاك الحكمة لكنه شخص يشارك في محاولات فهم الحكمة بهدف اكتساب فهم أفضل لها.
3. أكثر ما يظهر حقيقة سقراط هو هي حوارات أفلاطون المبكرة أكثر بكثير من الحوارات المتأخرة.
4. أن سقراط الحقيقي هو الذي يتحول من الاهتمام بالطبيعة للاهتمام بالأخلاق بدلا من ذلك.